# Tammiku (Haapsalu)
Tammiku (Duits: Tammiko) is een plaats in de Estlandse gemeente Haapsalu, provincie Läänemaa. De plaats heeft de status van dorp (Estisch: küla).
Tot in oktober 2017 behoorde Tammiku tot de gemeente Ridala. In die maand werd Ridala samengevoegd met de stad Haapsalu tot de gemeente Haapsalu.

## Bevolking
Het dorp had 21 inwoners op 31 december 2011 en 25 inwoners op 31 december 2021.

## Geschiedenis
Tammiku werd voor het eerst genoemd in 1913 onder de Russische naam Таммико (Tammiko), een dorp op het landgoed van Wenden (Võnnu).
Tussen 1977 en 1997 hoorde Tammiku bij het buurdorp Üsse.